# Gabriel von Seidl
Pour les articles homonymes, voir Seidl.
Gabriel Seidl, à partir de 1900 von Seidl, né le 9 décembre 1848 à Munich et mort le 27 avril 1913 à Munich, est un architecte allemand, auteur de bâtiments historicistes. Son frère Emmanuel est également architecte.

## Biographie
Seidl est le fils aîné d'un boulanger munichois et le petit-fils d'un brasseur. Il étudie la construction mécanique et travaille en tant que technicien en Angleterre, avant de s'orienter selon ses goûts vers l'architecture. Il entre donc à l'académie royale des beaux-arts de Munich, où il suit les cours d'architecture, interrompus par son engagement volontaire à la guerre de 1870.. Après un long séjour à Rome, il ouvre en 1878 un atelier de décoration intérieure dans la capitale du royaume de Bavière. Il est membre de l'union artisanale de Munich (fondée en 1851) et bénéficie du soutien de personnalités en faisant partie, comme Lorenz Gedon (de), Rudolf von Seitz (de) et Fritz von Miller (de).
Seidl est anobli par la couronne de Bavière en 1900 et reçoit le titre de chevalier, avec le droit de porter la particule « von » et la médaille de l'ordre du mérite civil de la Couronne. Il devient en 1908 chevalier de l'ordre Pour le Mérite pour les sciences et les arts. Il fonde l'union de la vallée de l'Isar en 1902 afin de protéger ce patrimoine paysager et environnemental de cette vallée des spéculations immobilières et des destructions. C'est la première association de ce type en Allemagne.

## Quelques œuvres
- Hôtel de ville de Worms, 1883-1885
- Nouveau château de Büdesheim, 1885
- Villa Lenbach à Munich, 1887-1891

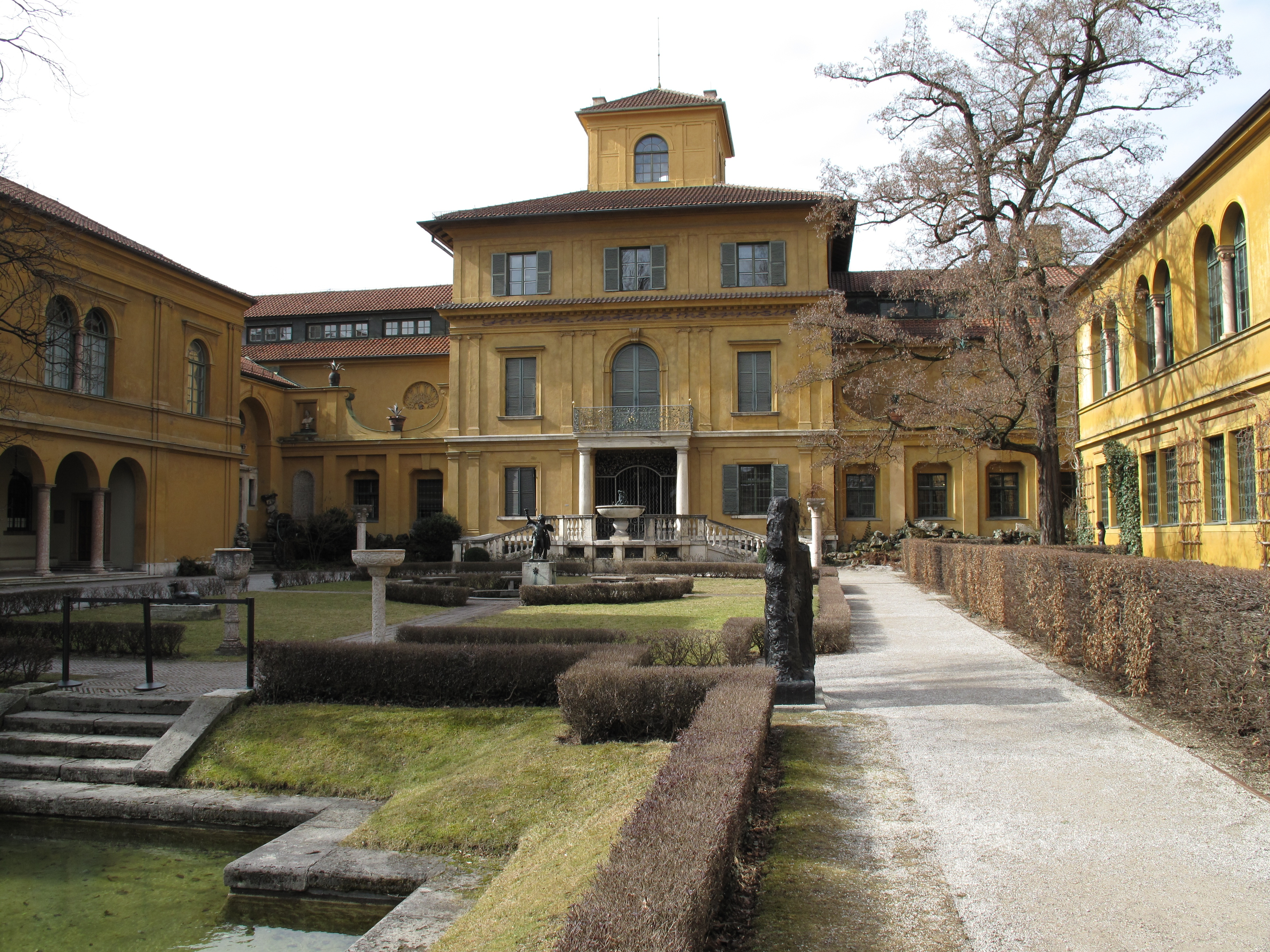
Vue de la villa Lenbach.

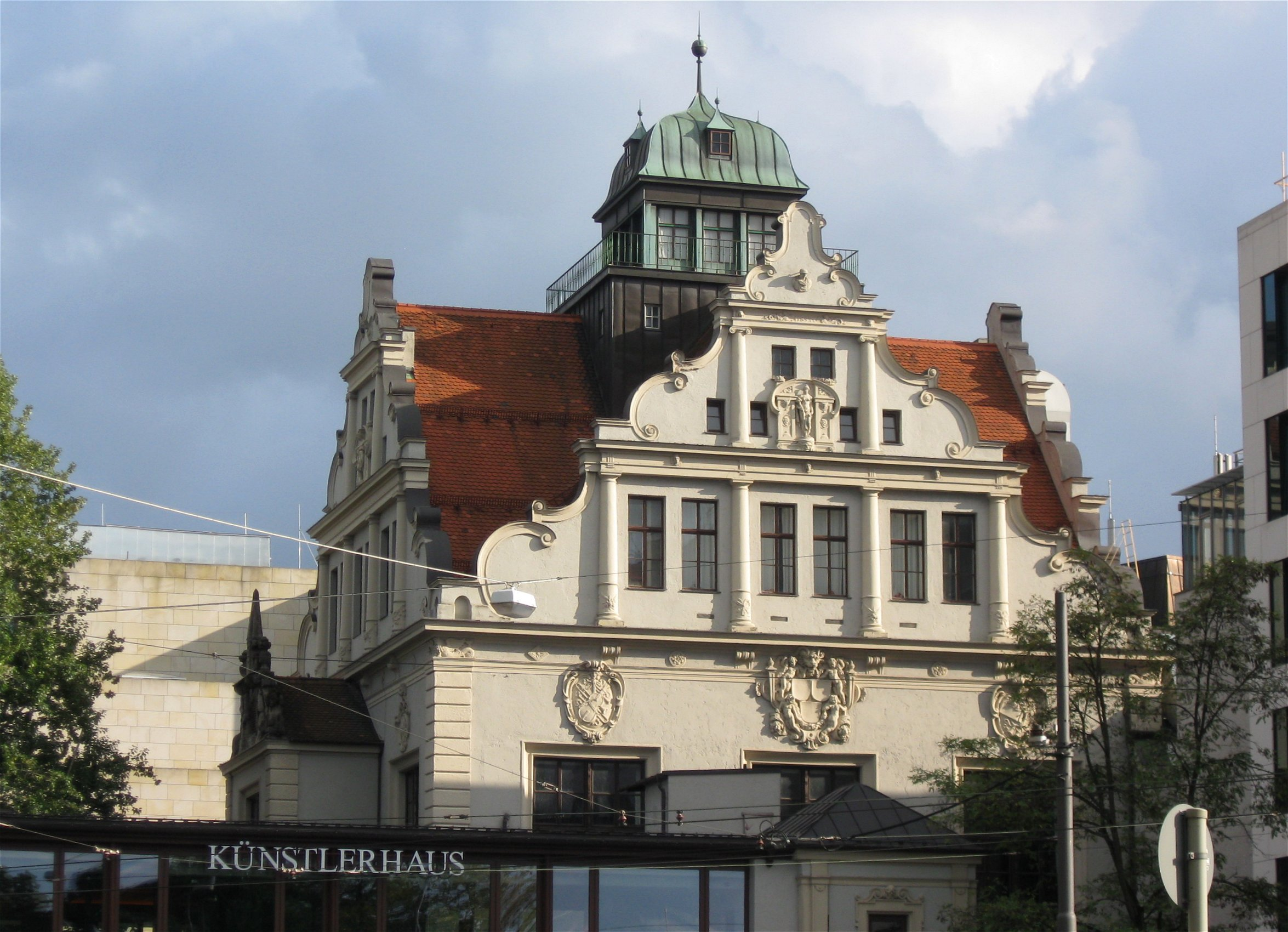
Vue de la Maison des artistes de la Lenbachplatz à Munich.

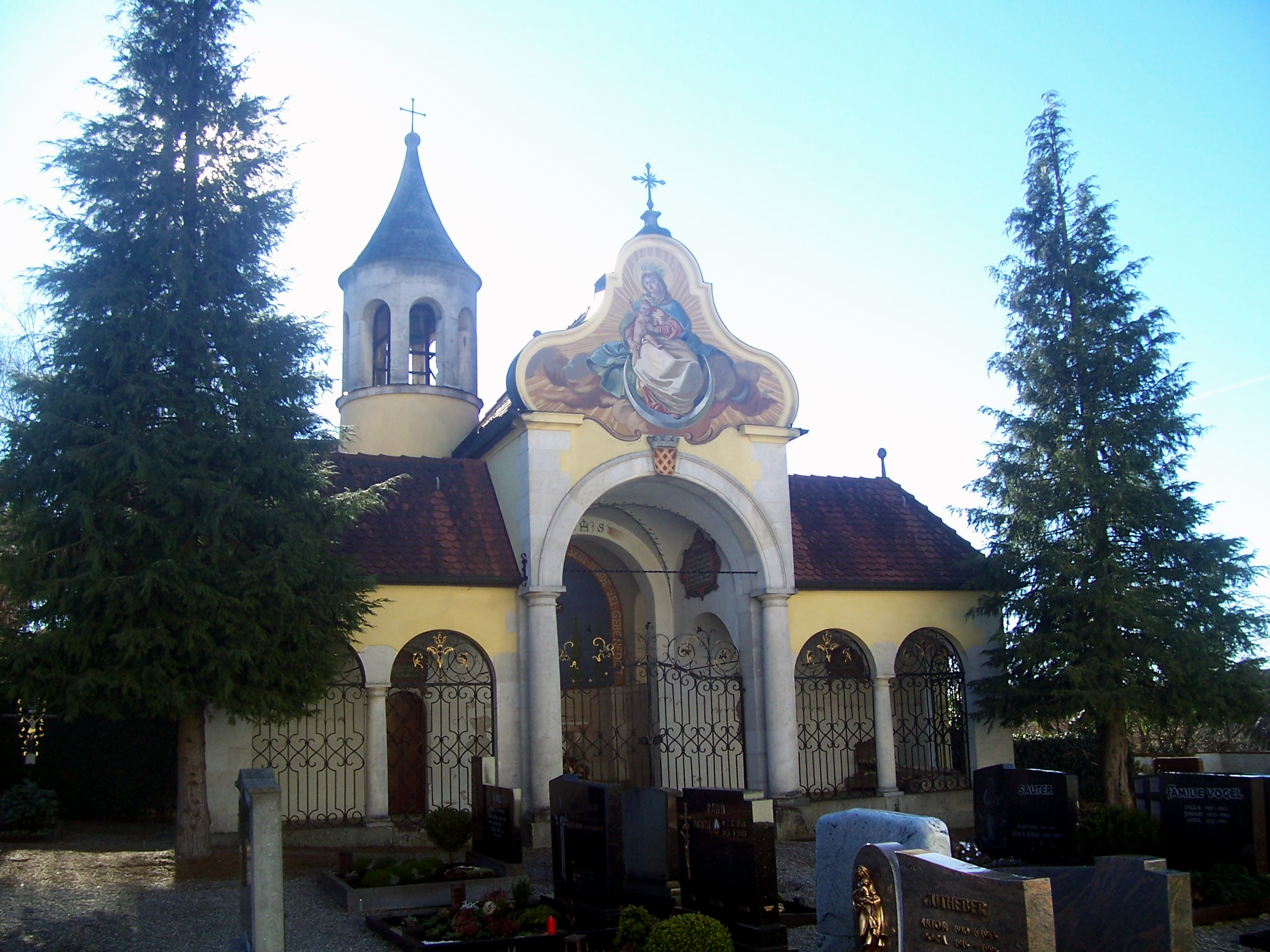
Vue de la chapelle funéraire des comte von Moy à Obenhausen.

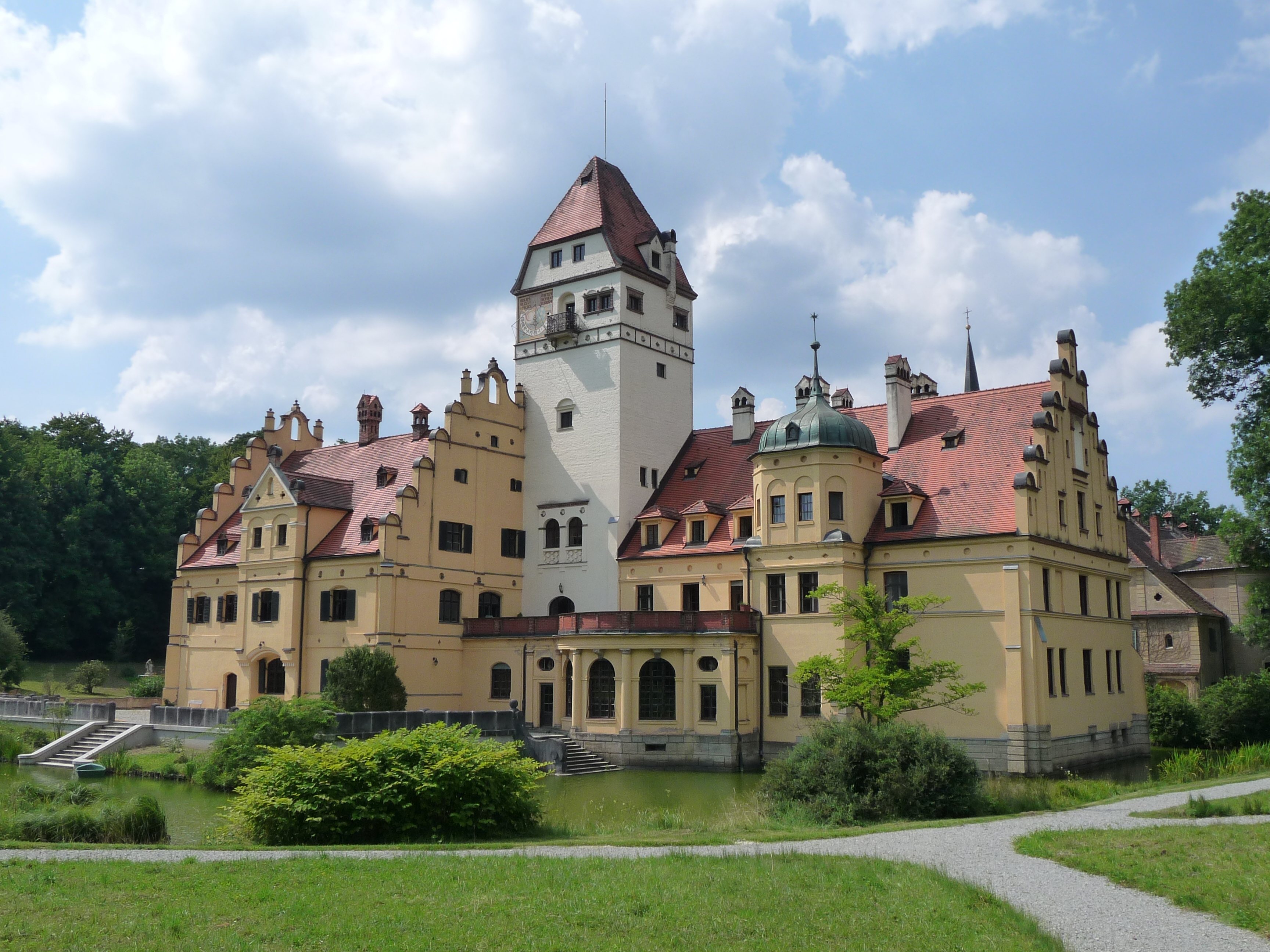
Vue du château de Schönau.

- Villa du peintre Friedrich August von Kaulbach à Munich, 1887-1889
- Église Sainte-Anne du Lehel à Munich, l887-1892
- Maison au N°17 Bavariaring à Munich, 1888
- Maison d'Otto Hupp à Oberschleissheim, 1890
- Chapelle funéraire des barons von Heyl zu Herrnsheim à Herrnsheim, 1891
- Château de Ramholz près de Schlüchtern, 1893-1896
- Maison des artistes (de) à Munich (Lenbachplatz), 1893-1900
- Fontaine de Sainte-Anne dans le quartier du Lehel à Munich, 1894
- Musée national de Bavière à Munich, 1894-1899
- Chapelle funéraire des comtes von Moy à Obenhausen, 1894
- Maison Hildebrand (de) à Munich, 1897-1898
- Rotonde de la Karlsplatz (Stachus), 1899-1900
- Château de Schönau (Basse-Bavière), 1899-1900
- Château de Lerbach (de) à Bergisch Gladbach, 1900
- Manoir de Kirchbichl à Bad Tölz, 1900-1901
- Église Saint-Rupert de Munich, 1901-1903
- Maison de retraite Vincentium à Munich, 1901-1903
- Maisons Ruffini du Rindermarkt (de) à Munich, 1903-1905
- Partie du château de Neubeuern (de), 1904-1908
- Maison du N°49 Königsallee à Düsseldorf, 1905-1907
- Auberge Blaue Traube à Obenhausen, 1905-1906
- Hôtel Kolbergarten à Bad Tölz, 1906
- Corps de bâtiment de la Corps Germania (de) de Munich, 1906-1907
- Deutsches Museum de Munich (terminé par son frère Emmanuel, 1919-1925), à partir de 1906
- Musée historique du Palatinat à Spire, 1907
- Nouvel hôtel de ville de Brême, 1909-1913